# Hellehallet
Der Hellhallet ist ein Vorlandgletscher an der Prinzessin-Astrid-Küste des ostantarktischen Königin-Maud-Lands. Er liegt östlich des Jutulstraumen und nördlich des Mühlig-Hofmann-Gebirges.
Erste Luftaufnahmen entstanden bei der Deutschen Antarktischen Expedition 1938/39 unter der Leitung von Alfred Ritscher. Norwegische Kartografen, die ihn auch benannten, kartierten ihn anhand von Vermessungen und Luftaufnahmen der Norwegisch-Britisch-Schwedischen Antarktisexpedition (1949–1952) sowie Luftaufnahmen der Dritten Norwegischen Antarktisexpedition (1956–1960). Namensgeber ist der norwegische Topograf und Polarforscher Sigurd Helle (1920–2013), Leiter der Dritten Norwegischen Antarktisexpedition.